# Heinz Körvers
Heinz Körvers, nemški rokometaš, * 3. julij 1915, † 29. december 1942.
Leta 1936 je na poletnih olimpijskih igrah v Berlinu v sestavi nemške rokometne reprezentance osvojil zlato olimpijsko medaljo.